# Xenylla maritima
Xenylla maritima är en urinsektsart som beskrevs av Tycho Fredrik Hugo Tullberg 1869. Xenylla maritima ingår i släktet Xenylla och familjen Hypogastruridae. Arten är reproducerande i Sverige. Inga underarter finns listade i Catalogue of Life.